# Psara subalbescens
Psara subalbescens là một loài bướm đêm trong họ Crambidae.